# Joachim Menzhausen
Joachim Menzhausen (* 14. Juni 1930 in Leipzig; † 18. Januar 2019 in Dresden) war ein deutscher Kunsthistoriker. Von 1961 bis 1992 war er Direktor des Grünen Gewölbes in Dresden.

## Leben
Seine Schulausbildung in Leipzig schloss Menzhausen 1950 mit dem Ablegen des Abiturs ab. Anschließend studierte er bis 1954 Kunstgeschichte und Klassische Archäologie an der dortigen Karl-Marx-Universität, an der er 1963 mit einer Dissertation über Die entwicklungsgeschichtliche Stellung der Standbilder Gottfried Schadows promoviert wurde. Daneben war er ab 1957 an Dresdner Museen tätig: 1957/58 an der Gemäldegalerie Alte Meister, seit 1959 am Grünen Gewölbe (1959/60), dessen Direktorat er 1961 übernahm und deren Höhepunkt 1974 die Präsentation des Grünen Gewölbes im Albertinum war. 1976 wurde er als Mitglied eines Kollektivs mit dem Kunstpreis der DDR geehrt.
1992 ging er in den vorzeitigen Ruhestand. Er ist Autor zahlreicher Bücher über die Dresdner Kunstsammlungen wie auch zur Kunstgeschichte Sachsens. Seine Forschungen zur Dresdner Kunstkammer und dem Grünen Gewölbe waren maßgeblich für die Einrichtung des 2006 im rekonstruierten Residenzschloss wiedereröffneten Historischen Grünen Gewölbes. Als Kurator zweier großer Sonderausstellungen der Staatlichen Kunstsammlungen Dresden hat er geholfen den Ruf der Kulturstadt Dresden über den Eisernen Vorhang hinwegzutragen: The Splendor of Dresden, gezeigt 1978/79 in Washington, New York und San Francisco, sowie Königliches Dresden in der Kunsthalle der Hypo-Kulturstiftung München, realisiert 1990. Er war einer der Unterzeichner des Ruf aus Dresden für den Wiederaufbau der Dresdner Frauenkirche.
Verheiratet war er mit der Kunsthistorikerin Ingelore Menzhausen (1923–2006), Direktorin der Dresdener Porzellansammlung.

## Schriften (Auswahl)
- Waldemar Grzimek: Plastik, Handzeichnungen, Druckgraphik, Staatliche Galerie Moritzburg Halle und Kulturhistorisches Museum Magdeburg 1957
- Vincent van Gogh. Acht farbige Gemäldewiedergaben, Verlag E. A. Seemann, Leipzig 1961
- Am Hofe des Grossmoguls : Der Hofstaat zu Delhi am Geburtstage des Grossmoguls Aureng-Zeb, Edition Leipzig, Leipzig 1965
- Das Grüne Gewölbe, mit Fotos von Gerhard Reinhold, Verlag E. A, Seemann, Leipzig 1968
- Dresdner Kunstkammer und Grünes Gewölbe, Verlag Koehler und Amelang, Leipzig 1977
- Kulturlandschaft Sachsen: ein Jahrtausend Geschichte und Kunst. Verlag der Kunst, Dresden 1998, ISBN 978-90-5705-059-6
- Kulturgeschichte Sachsens, Edition Leipzig, Leipzig 2007, ISBN 978-3-361-00628-7 (Nachdrucke in der Schriftenreihe der Sächsischen Landeszentrale für politische Bildung 2008 und 2014)
- Französische und italienische Architekten am Dresdner Hof. Landesamt für Denkmalpflege Sachsen, Sandstein Verlag, Dresden 2014, ISBN 978-3-95498-127-4